# بخش راجکوت
بخش راجکوت (به انگلیسی: Rajkot district) یک منطقهٔ مسکونی در هند است که در گجرات واقع شده‌است. بخش راجکوت ۱۱٬۲۰۳ کیلومتر مربع مساحت و ۳٬۸۰۴٬۵۵۸ نفر جمعیت دارد.